# 海象島 (普里比洛夫群島)
海象島是美國的島嶼，屬於普里比洛夫群島的一部分，位於聖保羅島以東15公里的白令海，長0.6公里，面積0.2平方公里，島上無人居住。

## 外部連結
- Walrus Island: Block 1000, Census Tract 1, Aleutians West Census Area, Alaska United States Census Bureau
- USGS-GNIS

57°10′57.42″N 169°56′48.56″W / 57.1826167°N 169.9468222°W